# Stimmloser bilabialer Frikativ
Der stimmlose bilabiale Frikativ (ein stimmloser, mit beiden Lippen gebildeter Reibelaut), auch Suppenblaselaut, hat in verschiedenen Sprachen folgende lautliche und orthographische Realisierungen:
- Japanisch: f in der Silbe ふ (fu) [ɸɯ]
  - Beispiel: 富士山 (Kanji), ふじさん (Hiragana), Hepburn: Fuji-san [ɸɯʑisaɴ] („Fuji“)
- In der Sprache der Maori: wh
- Turkmenisch
  - Laut: [ɸ]
    - Feste Buchstabenzuordnung: f, und dessen kyrillischer Buchstabe Ф